# Periyāḻvār
Periyāḻvār (in caratteri tamiḻ: பெரியாழ்வார்) è l'epiteto (lett. "Grande Āḻvār") con cui è maggiormente conosciuto Viṭṭucittaṉ il mistico e poeta tamiḻ vissuto intorno al IX secolo e inserito all'8º posto nell'elenco tradizionale dei dodici āḻvār, quei poeti e mistici hindū, di etnia tamiḻ, itineranti di tempio in tempio nell'India meridionale, vissuti tra il VI e il IX secolo d.C. che veneravano, in qualità di Dio, la Persona suprema,  Māl (Māyōṉ), nome che in lingua tamiḻ intende indicare quella divinità che in sanscrito è nominata come Kṛṣṇa/Visnù/Nārāyaṇa ovvero il Kṛṣṇa della Bhagavadgītā e il Viṣṇu/Nārāyaṇa dei primi Purāṇa.
Secondo le agiografie, Viṭṭucittaṉ nacque a Villiputtūr, nel mese di Āṉi nell'anno 46 del Kaliyuga, sotto il 15° asterismo lunare (Cuvāti). Figlio di una famiglia di casta brahmana svolgeva il servizio di adornamento dei fiori delle effigi di Viṣṇu nel locale tempio cittadino. 
Vallabhadeva, il re dei Pāṇḍya, decise di convocare un incontro tra i saggi di tutta l'India affinché gareggiassero nella dottrina del Veda. Il premio per il vincitore della prova fu stabilito in alcune monete d'oro. 
Viṣṇu apparve in sogno a Periyāḻvār ordinandogli di partecipare alla competizione, cosa che il brahmano fece pur considerandosi inadeguato per il compito. Presentatosi all'incontro dei saggi ebbe su questi la meglio e le monete giunsero a lui spontaneamente. 
Di fronte alla sua saggezza, e al miracolo, fu onorato dal re con il titolo di Paṭṭarpirāṉ ("Signore dei Bhaṭṭa"), quindi condotto in processione su un elefante riccamente bardato. Nel mentre avanzava in groppa all'elefante, lo stesso Viṣṇu lo onorò apparendogli insieme alla sua paredra Lakṣmī. Di fronte alla visione di tanta divina magnificenza Periyāḻvār compose subito un carme di ringraziamento, il Tiruppallāṇṭu, che immediatamente musicò utilizzando gli stessi campanelli che adornavano l'elefante.
All'età di 51 anni Periyāḻvār ebbe modo di rinvenire, sotto una zolla di terra del giardino del tempio dove officiava, sua figlia Āṇṭāḷ, la nona āḻvār. Correva il 97º anno dall'inizio del Kali-yuga, durante il mese di Āṭi (luglio-agosto), in concomitanza con l'11° asterismo lunare (Pūruvapaṟkuṉi).

## IlTiruppallāṇṭue ilPeriyāḻvārtirumoḻi
A Periyāḻvār sono attribuite due raccolte di inni del Nālāyirativviyappirapantam,  il Tiruppallāṇṭu ("Il sacro augurio per molti anni di vita" 13 strofe in metro āciriyaviruttam e veṇṭurai) e il Periyāḻvārtirumoḻi ("Le sacre parole di Periyāḻvār" 460 strofe per cinque tirumoḻi).
Il Tiruppallāṇṭu, il primo inno del Nālāyirativviyappirapantam, è tra i canti più diffusi nella cultura religiosa tamiḻ.
palakōṭinūṟāyiram
mallāṇṭatiṇtōḷmaṇivaṇṇā uṉ
cevvaṭicevvitirukkāppu

aṭiyōmōṭumniṉṉōṭum piriviṉṟiāyirampallāṇṭu
vaṭivāyniṉvalamārpiṉil vāḻkiṉṟamaṅkaiyumpallāṇṭu
vaṭivārcōtivalattuṟaiyum cuṭarāḻiyumpallāṇṭu
paṭaipōrpukkumuḻaṅkum appāñcacaṉṉiyamumpallāṇṭē.»
Molte migliaia di anni possa Tu vivere, e così noi Tuoi schiavi insieme con Te, senza mai separarci! Molti anni viva la fanciulla Tiru, Tuo lustro, che dimora sul Tuo petto, alla destra! Molti anni viva il disco fiammeggiante, dal magnifico splendore, che sta nella Tua mano destra! Molti anni viva la conchiglia Pāñcajanya, il cui suono irrompe penetrante fra gli eserciti in battaglia!»
(Periyāḻvār, Tiruppallāṇṭu, 1-2; traduzione di Emanuela Panattoni, Inni degli Āḻvār. Torino, Utet, 1993)
- Per la recitazione in lingua tamiḻ vedi qui a 00:50.

Il Periyāḻvārtirumoḻi ha come argomento centrale l'infanzia di Kṛṣṇa, dando voce alla madre adottiva del dio, Yaśodā, perdutamente attratta dal fascino del divino ma birichino figlio. Così anche le altre madri, le giovani gopī, sedotte e trascinate dai divini giochi amorosi.